# Koerich
Koerich (en luxembourgeois : Käerch ) est une localité luxembourgeoise et le chef-lieu de la commune portant le même nom située dans le canton de Capellen.

## Géographie
Koerich est située dans l'Ouest du Grand-Duché de Luxembourg.
Au nord, vers la vallée de l'Eisch, on retrouve le grès de Luxembourg, la partie centrale étant située sur des marnes et calcaires tandis que le sud étant exclusivement sur des sols marneux.
La commune est traversée d'est en ouest par le ruisseau de Goeblange (Giewelerbaach) qui est un affluent en rive droite de l'Eisch.
L’altitude varie entre 262 m (au lieu-dit Lauterbour) et 368 m (au lieu-dit Scheierheck).

### Communes limitrophes
|           | Habscht |        |
| Steinfort | Koerich | Kehlen |
|           | Garnich | Mamer  |

### Sections de la commune
- Goeblange
- Goetzingen
- Koerich (siège)
- Windhof

### Voies de communication et transports
La commune est reliée au réseau routier national par la route nationale N6.
La commune est desservie par le Régime général des transports routiers (RGTR). En outre, elle opère conjointement avec Garnich et Steinfort un service « City-Bus » sur réservation, le « Proxibus ».

## Toponymie
La plus ancienne mention Carige est relevée dans un document de 979. Une forme plus ancienne est Koërich.

## Histoire

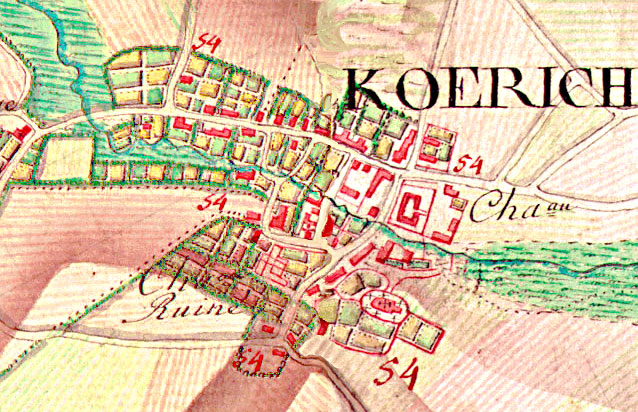
Le village de Koerich sur la carte de Ferraris (vers 1775). L'extrait montre les emplacements des deux châteaux de deux seigneuries distinctes : à l'est se trouve le Gréiweschlass et à l'ouest le Fockeschlass en ruine.

### Premières traces
Bien que la première mention connue de Koerich remonte à un document de 979, la région était bien peuplée avant. On y a retrouvé des tombes celtes et une importante villa romaine près de Goeblange.

### Le passé féodal
Deux châteaux, le Fockeschlass (complètement détruit) et le Grevenschlass (au centre du village), témoignent du passé féodal du village de Koerich.
Le Grevenschlass, situé dans la vallée du ruisseau de Goeblange, est un château de plaine des plus typiques construit à la fin du XIIe siècle (par Wirich Ier).
Il est ensuite remanié en style gothique vers 1300 puis Renaissance entre 1580 et 1585. Enfin, l’aile méridionale est transformée en style baroque en 1728.
Laissé à l’abandon, il devient inhabitable dès la deuxième moitié du XVIIIe siècle. Il faudra attendre 1950 pour voir les premiers travaux de consolidation.

Le château de Koerich
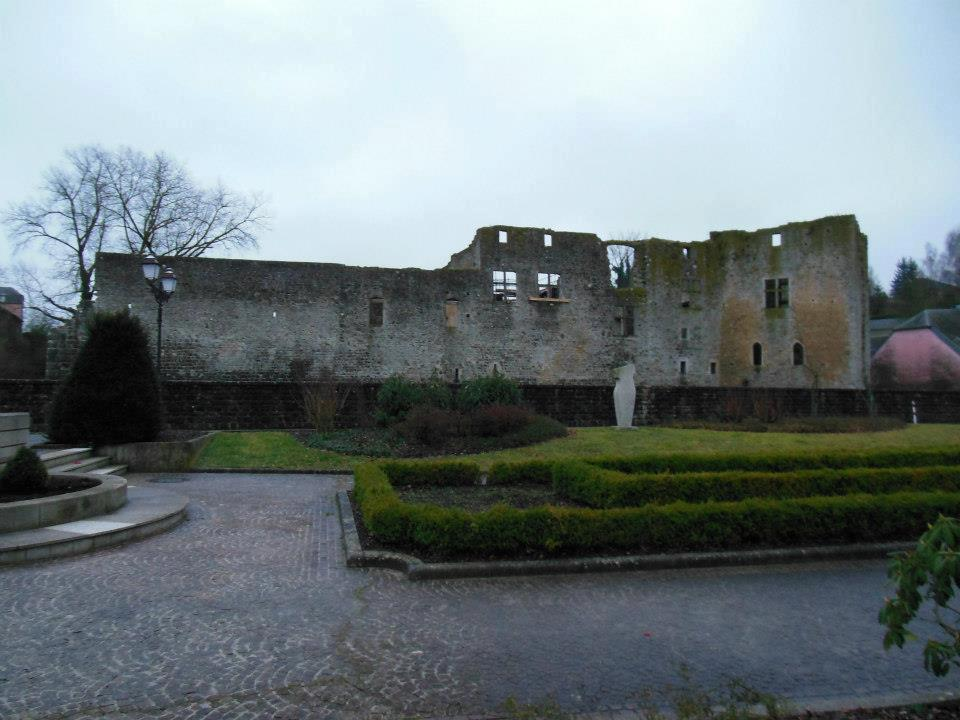
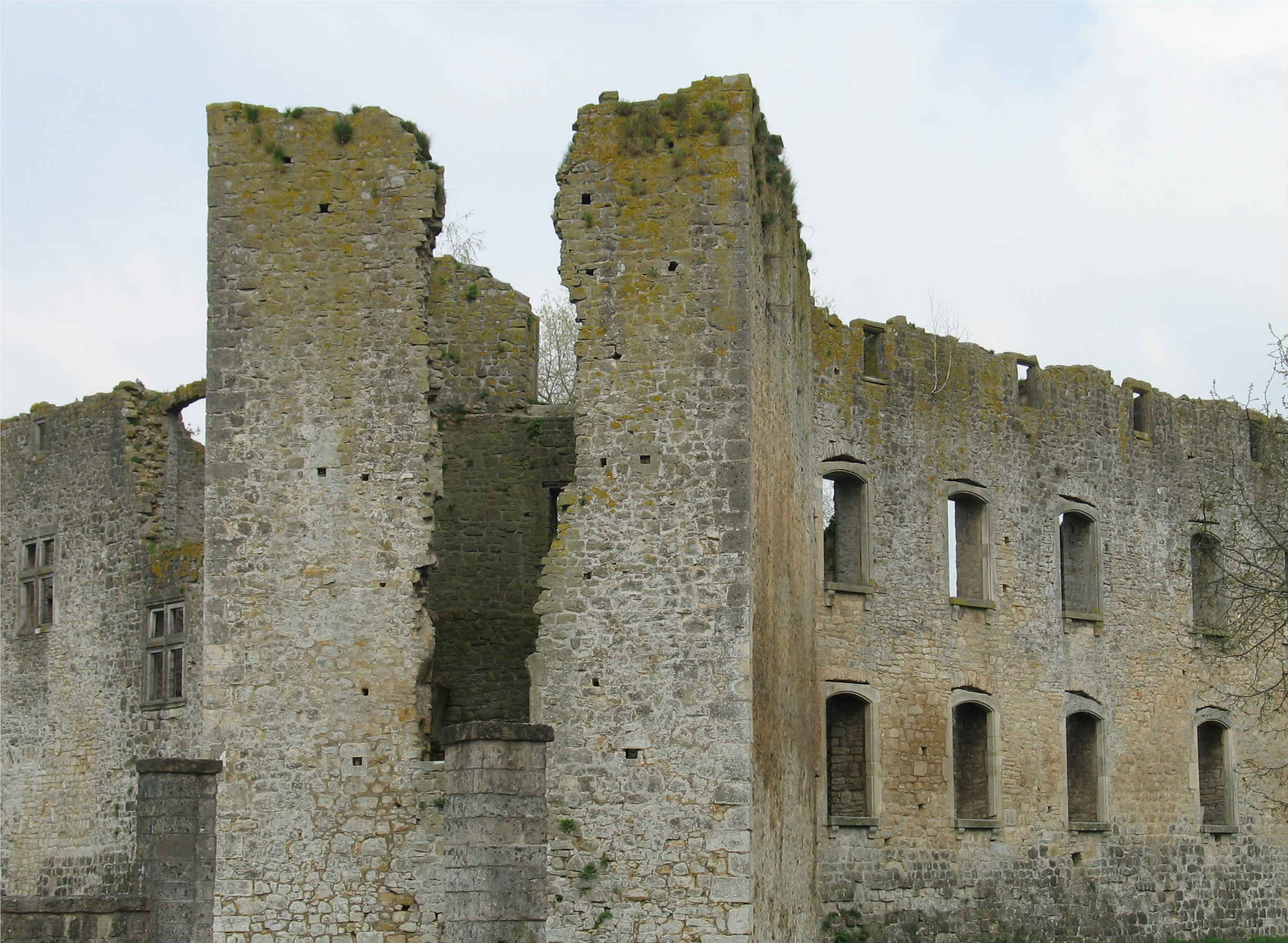
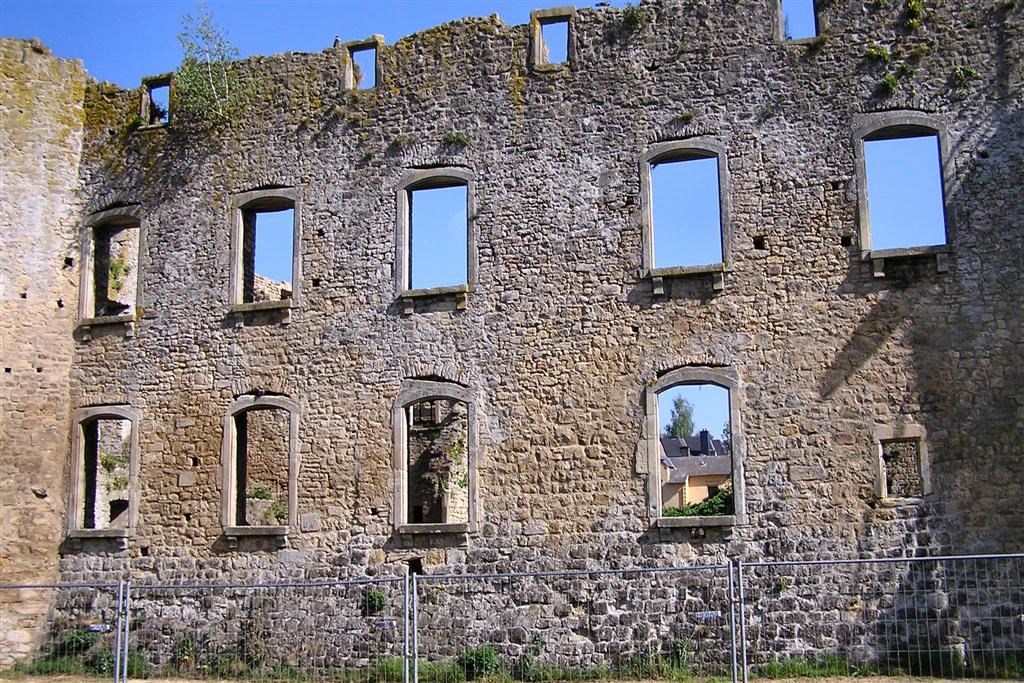

## Politique et administration

### Liste des bourgmestres
| Identité               | Période         | Période         | Durée                    | Étiquette |
| Identité               | Début           | Fin             | Durée                    | Étiquette |
| ---------------------- | --------------- | --------------- | ------------------------ | --------- |
| Pia Flammang-Risch (d) | 27 octobre 2011 | 7 novembre 2017 | 6 ans et 11 jours        |           |
| Jean Wirion (d)        | 8 novembre 2017 | En cours        | 7 ans, 4 mois et 6 jours | SÉ        |

## Population et société

### Démographie
L'évolution du nombre d'habitants est connue à travers les recensements de la population effectués dans le pays depuis 1821. Les recensements décennaux de la population permettent de caler les chiffres sur la composition de la population par sexe, âge, nationalité et commune de résidence. Entre deux recensements, la population au 1er janvier de l’année {\displaystyle x} est évaluée en ajoutant à la population au 1er janvier de l’année {\displaystyle x-1} les soldes naturel (naissances {\displaystyle -} décès) et migratoire (arrivées {\displaystyle -} départs) de l'année. La même méthode est appliquée pour la répartition par âge au 1er janvier et les effectifs totaux par nationalité. Depuis le 1er septembre 2023, le Luxembourg dénombre 100 communes.
Au 1er janvier 2024, la commune comptait 2 733 habitants.
| 1821 | 1851  | 1871  | 1880  | 1890  | 1900  | 1910  | 1922  | 1930  |
| ---- | ----- | ----- | ----- | ----- | ----- | ----- | ----- | ----- |
| 964  | 1 521 | 1 504 | 1 484 | 1 359 | 1 343 | 1 323 | 1 323 | 1 313 |

| 1935  | 1947  | 1960  | 1970  | 1978  | 1979  | 1981  | 1983  | 1984  |
| ----- | ----- | ----- | ----- | ----- | ----- | ----- | ----- | ----- |
| 1 231 | 1 140 | 1 250 | 1 238 | 1 368 | 1 385 | 1 392 | 1 470 | 1 470 |

| 1985  | 1986  | 1987  | 1988  | 1989  | 1990  | 1991  | 1992  | 1993  |
| ----- | ----- | ----- | ----- | ----- | ----- | ----- | ----- | ----- |
| 1 460 | 1 460 | 1 500 | 1 512 | 1 523 | 1 564 | 1 517 | 1 508 | 1 538 |

| 1994  | 1995  | 1996  | 1997  | 1998  | 1999  | 2000  | 2001  | 2002  |
| ----- | ----- | ----- | ----- | ----- | ----- | ----- | ----- | ----- |
| 1 576 | 1 638 | 1 689 | 1 760 | 1 776 | 1 816 | 1 837 | 1 802 | 1 829 |

| 2003  | 2004  | 2005  | 2006  | 2007  | 2008  | 2009  | 2010  | 2011  |
| ----- | ----- | ----- | ----- | ----- | ----- | ----- | ----- | ----- |
| 1 806 | 1 840 | 1 859 | 1 900 | 1 966 | 2 049 | 2 075 | 2 101 | 2 283 |

| 2012  | 2013  | 2014  | 2015  | 2016  | 2017  | 2018  | 2019  | 2020  |
| ----- | ----- | ----- | ----- | ----- | ----- | ----- | ----- | ----- |
| 2 287 | 2 294 | 2 365 | 2 440 | 2 520 | 2 528 | 2 579 | 2 591 | 2 616 |

| 2021  | 2022  | 2023  | 2024  | - | - | - | - | - |
| ----- | ----- | ----- | ----- | - | - | - | - | - |
| 2 642 | 2 628 | 2 706 | 2 733 | - | - | - | - | - |

Pour des raisons techniques, il est temporairement impossible d'afficher le graphique qui aurait dû être présenté ici.

## Culture locale et patrimoine

### Lieux et monuments
L'église Saint-Remi de Koerich, de style baroque et construite en 1748, est un des plus beaux témoignages de ce style au Luxembourg.
Les sculptures, boiseries et meubles sont l'œuvre de deux sculpteurs luxembourgeois, à savoir André Doyé et Frédéric Biewer, ce dernier ayant été un citoyen de Koerich. Les peintures sont l'œuvre d'un peintre tyrolien.
L'église est classée monument national depuis le 31 juillet 1968.

L’église Saint-Remi
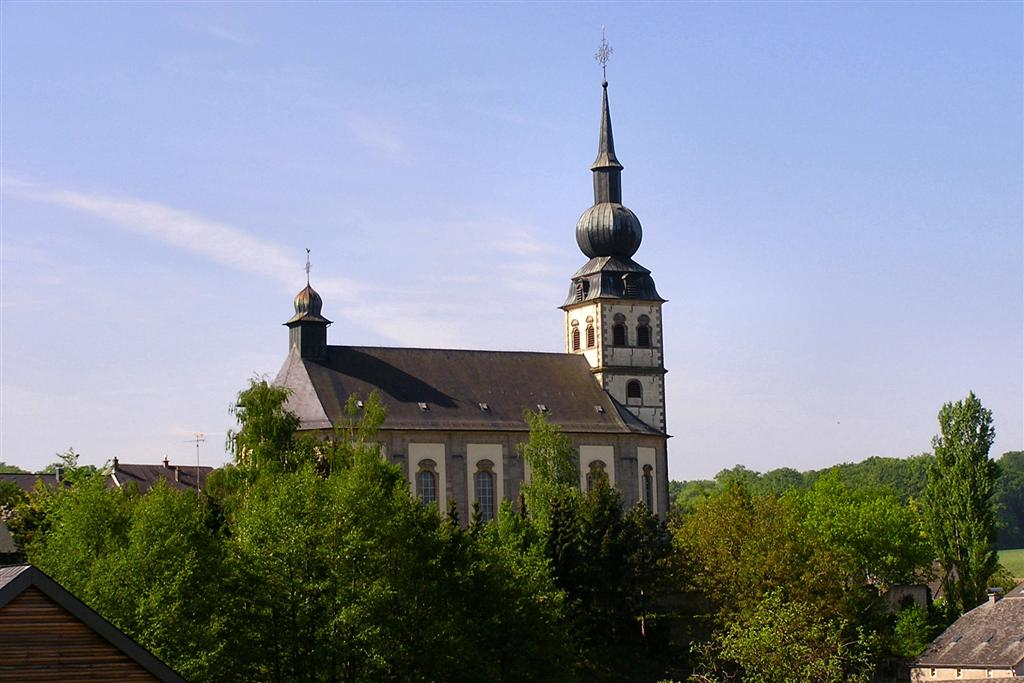
Vue extérieure.
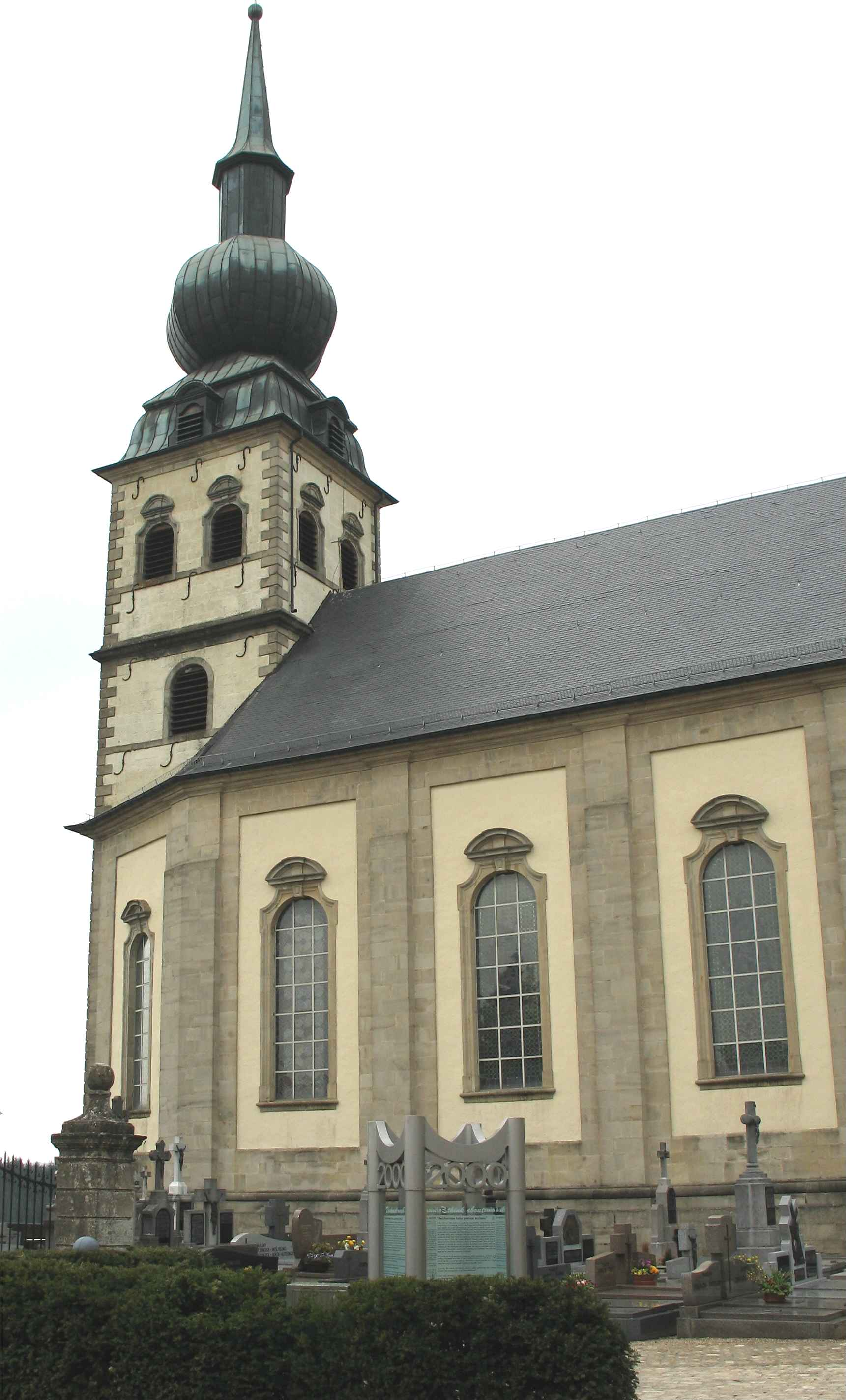
Vue extérieure.
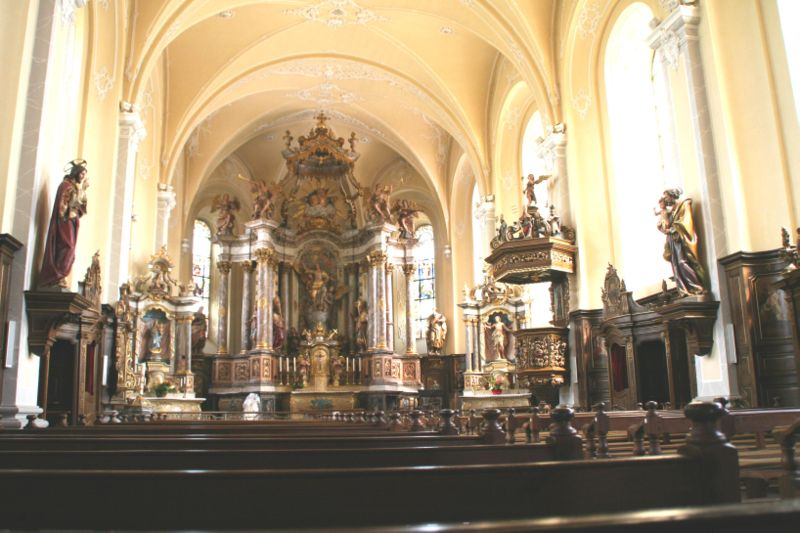
La nef et l'autel.
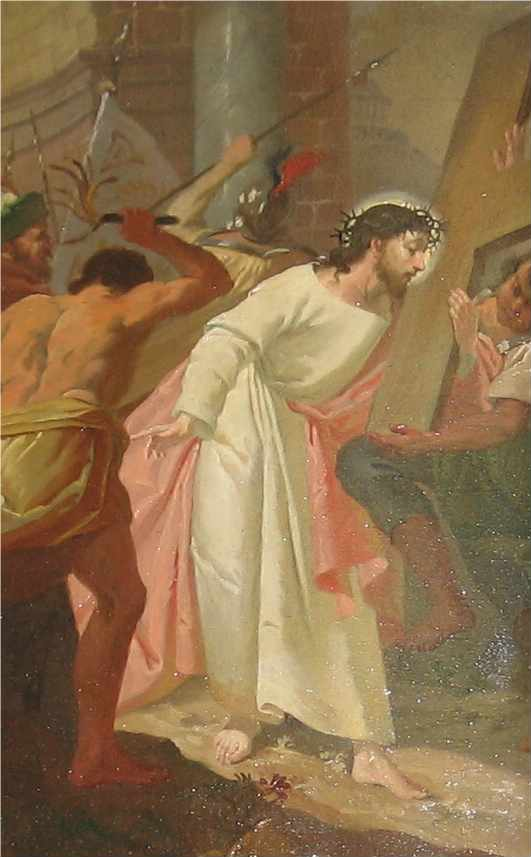
Peinture d'une station du chemin de croix.

### Héraldique, logotype et devise
| Blason de Koerich | Blason  | De gueules à une bande d'argent chargé de deux cotices de sable, accompagnée de deux lions d'argent ; au chef d'argent fretté de sable. |
| Blason de Koerich | Détails | Dans le blason sont repris des éléments des blasons des deux seigneuries : celle du Grevenschlass et celle du Fockeschlass. Les armoiries furent adoptées par le conseil communal en date du 14 mai 1980 et agréées par arrêté ministériel du 27 juillet 1981. |